# 튀르키예의 세계유산

튀르키예의 세계유산은 세계유산 위원회를 거쳐 유네스코 세계유산에 등재된 튀르키예의 세계유산을 일컫는다. 튀르키예는 1983년 3월 16일 유네스코 조약에 비준한 이래, 17건의 문화유산과, 2건의 복합유산을 보유하고 있다.

## 목록

### 문화유산
| No. | 사진 | 등록명                                     | 소재지            | 등록년도 | 등록기준               | 유네스코 지정번호 | 비고 |
| 1   |      | 이스탄불 역사지구                          | 이스탄불주        | 1985년   | (ⅰ), (ⅱ) (ⅲ), (ⅳ)      | 356               |      |
| 2   |      | 디브리이의 대 모스크와 병원                | 시바스주          | 1985년   | (ⅰ), (ⅳ)               | 358               |      |
| 3   |      | 히타이트의 수도 하투샤                     | 초룸주            | 1986년   | (ⅰ), (ⅱ) (ⅲ), (ⅳ)      | 377               |      |
| 4   |      | 넴루트산                                   | 아디야만주        | 1987년   | (ⅰ), (ⅲ), (ⅳ)          | 448               |      |
| 5   |      | 크산토스 - 레툰                            | 안탈리아주 물라주 | 1988년   | (ⅱ), (ⅲ)               | 484               |      |
| 6   |      | 사프란볼루                                 | 카라뷔크주        | 1994년   | (ⅱ), (ⅳ), (ⅴ)          | 614               |      |
| 7   |      | 트로이의 고고 유적                         | 차나칼레주        | 1998년   | (ⅱ), (ⅲ), (ⅵ)          | 849               |      |
| 8   |      | 셀리미예 사원 복합 유적                    | 에디르네주        | 2011년   | (ⅰ), (ⅳ)               | 1366              |      |
| 9   |      | 차탈회위크 신석기 유적지                   | 코니아주          | 2012년   | (ⅲ), (ⅳ)               | 1405              |      |
| 10  |      | 부르사와 주말르크즈크 : 오스만 제국의 탄생 | 부르사주          | 2014년   | (ⅰ), (ⅱ) (ⅳ), (ⅵ)      | 1452              |      |
| 11  |      | 페르가몬과 다층적 문화경관                 | 이즈미르주        | 2014년   | (ⅰ), (ⅱ), (ⅲ) (ⅳ), (ⅵ) | 1457              |      |
| 12  |      | 디야르바키르 요새 및 헤브셀 정원 문화경관  | 디야르바키르주    | 2015년   | (ⅳ)                    | 1488              |      |
| 13  |      | 에페수스                                   | 이즈미르주        | 2015년   | (ⅲ), (ⅳ), (ⅵ)          | 1018              |      |
| 14  |      | 아니 고고학 유적지                         | 카르스주          | 2016년   | (ⅱ), (ⅲ), (ⅳ)          | 1518              |      |
| 15  |      | 아프로디시아스                             | 아이든주          | 2017년   | (ⅱ), (ⅲ) (ⅳ), (ⅵ)      | 1519              |      |
| 16  |      | 괴베클리 테페                              | 샨르우르파주      | 2018년   | (ⅰ), (ⅱ), (ⅳ)          | 1572              |      |
| 17  |      | 아르슬란테페의 언덕                        | 말라티아주        | 2021년   | (ⅲ)                    | 1622              |      |

### 복합유산
| No. | 사진 | 등록명                                 | 소재지                                    | 등록년도 | 등록기준          | 유네스코 지정번호 | 비고 |
| 1   |      | 괴레메 국립공원과 카파도키아 바위 유적 | 카이세리주 악사라이주 니데주 네브셰히르주 | 1985년   | (ⅰ), (ⅲ) (ⅴ), (ⅶ) | 357               |      |
| 2   |      | 히에라폴리스 · 파묵칼레                | 데니즐리주                                | 1988년   | (ⅲ), (ⅳ), (ⅶ)     | 485               |      |

## 같이 보기
- 세계유산
- 아시아의 세계유산
- 인류무형문화유산#튀르키예
- 아시아와 오세아니아의 세계기록유산#튀르키예